# خالد مجذوب
خالد مجذوب، صحافي وإعلامي لبناني، وموهبة صوتية في العالم العربي، وهو نجل الفنان اللبناني القدير عبد المجيد مجذوب.

## تعليمه
درس مجذوب علم النفس، ثم الصحافة والإعلام في الجامعة الأميركية في بيروت، وبعدها تخصّص في تاريخ السينما والمسرح وفن التمثيل في الكلية الملكية للفنون الدرامية في لندن.

## مسيرته المهنية
لمع اسمه من خلال عمله في محطة «mbc»، حيث كان الصوت الدعائي لجميع الأفلام والمُسلسلات والبرامج الترفيهية على محطة «mbc2». أصبح صوته علامة فارقة على مستوى الوطن العربي، حيث برع في ابتكار نموذج مُتميز للأداء الدعائي للأفلام من خلال إضفاء قدراته التمثيلية على أسلوب الإلقاء. بالإضافة إلى موهبته الصوتية، كان هو المسؤول عن ابتكار وكتابة جميع نصوص الأفلام الدعائية واختيار المحتوى الأمثل للترويج للأفلام. فمن خلال تمرّسه في فن السينما، ساهم في ابتداع أفكار خلاقة في الأفلام الدعائية وصار المرجع الأول في كل ما يتعلق بالأفلام والمسلسلات الغربية التي تعرض على محطات "mbc".
لفت الأنظار إليه من خلال عمله كمُشرف عام على جميع الكتّاب في المحطات الأجنبية، وسرعان ما كُلف بإعداد وتقديم فقرة تلفزيونية في برنامج صباح العربية الذي يُعرض على قناة العربية الإخبارية. منذ إطلالته الأولى، استطاع أن يتفرّد في فقرته من حيث الشكل والمضمون، فكان أول من ربط السينما بالمجتمع من خلال الإضاءة على الدور الذي يُمارسه الفن في مُعالجة مواضيع اجتماعية مُتنوعة ونشر الوعي حول العديد من القضايا المُلحّة. تميزت فقرته عن كل فقرات البرنامج الأخرى فحققت نجاحا كبيرا ونسبة مُشاهدة عالية ساهمت في استمرارها لأكثر من عشر سنوات.
إلى جانب عمله التلفزيوني، كان لمجذوب عدة تجارب مُثمرة في العمل الإذاعي أيضا، حيث قام بإعداد وتقديم مجموعة من البرامج الإذاعية الترفيهية عبر أثير إذاعة "Panorama FM" التابعة لمحطة "mbc". أبرزها كان البرنامج الفني الترفيهي Barbican Movie Club Show، الذي استمر لسنتين وحقق رواجا كبيرا لدى الجمهور والمُعلنين على حد سواء.
يعمل مجذوب حاليا كمقدم برامج ومنتج أول في القطاع الرقمي لقناة الجزيرة في قطر، حيث قام بإعداد وتقديم مجموعة من البرامج والفقرات الفنية والثقافية على منصات التواصل الاجتماعي، مثل برنامج سوشال سينما والتغطية الخاصة لموسم جوائز الأوسكار عام 2019 والتي قدمها بالنسختين العربية والإنجليزية. كما يعتبر مجذوب من أهم الأصوات التي تشارك في التعليق على فيديوهات تتناول شتى المواضيع السياسية والاجتماعية والثقافية على منصتي «إنستغرام» و«فيسبوك» الخاصتين بقناة الجزيرة.

## إنجازاته الصحافية والفنية
أما في الصحافة المكتوبة، فأصدر مجذوب العديد من المقالات الصحافية في النقد السينمائي والفني وقام بإجراء مُقابلات صحافية مع عدد من كبار الشخصيات في عالم الأدب والفن، على رأسهم أديب نوبل نجيب محفوظ، الدكتورة نوال السعداوي، الدكتورة جيهان السادات، أحمد زكي، يوسف شاهين، بالإضافة إلى عدد كبير من نجوم السينما والمسرح والفن في العالم العربي. كما أجرى مقابلات تلفزيونية مع نجوم عالميين مثل هيلاري سوانك، ديمي موور، أورلاندو بلووم، إيفا مينديز، ونعومي واتس على هامش عمله في مهرجان أبو ظبي السينمائي تحت إدارة مُنظّم مهرجان ترايبكا السينمائي بيتر سكارليت.
خلال إقامته في مدينة دبي، دُعي مجذوب للمشاركة في العديد من الفعاليات والمُناسبات الفنية، فقدم حفل توزيع جوائز المُهر في مهرجان دبي السينمائي، كما دُعي لتقديم أول حفل للملتقى العربي الروسي في دبي. وتم اختياره لتقديم حفل توزيع جوائز فيات/إفتا العالمية للأرشيف التلفزيوني. وإلى جانب ذلك، اختارته المخرجة العالمية أنيسة مهدي للمشاركة في التحضير لأول مهرجان للأفلام الوثائقية في دبي، حيث تم دعوة أكثر من خمسين مُخرجا وثائقيا من حول العالم إلى الحدث الذي حظي بتغطية صحافية وإعلامية كبيرة.
- خالد مجذوب على موقع قاعدة بيانات الأفلام العربية

1. ↑  "خالد مجذوب - تمثيل فيلموجرافيا، صور، فيديو". elCinema.com. مؤرشف من الأصل في 2020-06-17. اطلع عليه بتاريخ 2020-06-20.
2. 1 2 3  "خالد مجذوب سينمائي عربي بحس عالمي - فكر وفن - البيان". www.albayan.ae. مؤرشف من الأصل في 2020-06-20. اطلع عليه بتاريخ 2020-06-20.
3. ↑  "السير الذاتية: خالد مجذوب - تمثيل". elCinema.com. مؤرشف من الأصل في 2020-06-17. اطلع عليه بتاريخ 2020-01-08.
4. ↑  أمس، بعد. "بعد أمس - هل تنبأت السينما بكورونا؟". Google بودكاست. مؤرشف من الأصل في 2020-06-20. اطلع عليه بتاريخ 2020-06-20.